# Carl von Cotta
Carl Erlbald Julius Balduin Cotta von Cottendorf, född 6 januari 1835 i Stuttgart, död 15 september 1888 i Esslingen am Neckar, var en tysk friherre och bokförläggare. Han var son till Georg von Cotta.
Cotta var till 1876 gemensamt med H.A. von Reischach, därefter ensam ledare för Cottas bokförlag. Detta, som dittills ägts gemensamt av samtliga medlemmar av familjen, övergick den 1 januari 1889 jämte bokhandeln och Allgemeine Zeitungs tryckeri (vilket 1883 flyttats till München) genom köp till bröderna Adolf och Paul Kröner med firma J.G. Cottasche Buchhandlung Nachfolger. Flera delar av rörelsen hade dock redan förut fått särskild ägare. År 1891 ingick Adolf Kröners son, Alfred Kröner, och Wilhelm Spemann som delägare i firman. Bland firmans större artiklar under senare tid märks arbeten av Kuno Fischer, Ludwig Anzengruber, Ludwig Uhland och Otto von Bismarck.